# Liga Peruana de Fútbol Americano
La Liga Peruana de Fútbol Americano es la liga encargada de administrar y llevar a cabo los partidos de fútbol americano en el Perú con el apoyo del Instituto Peruano del Deporte (IPD).  Los equipos participantes están afiliados a la LPFA. 
El fútbol americano es un deporte inventado en los Estados Unidos, que a lo largo de su existencia ha ido calando en el sentir de sus fanáticos alrededor del mundo. Esto ha generado que la práctica del deporte se masifique por todo el globo pasando desde un nivel amateur hasta llegar al profesional. Claros ejemplos de esto son las ligas en Asia y Europa. Por el lado iberoamericano destacan la Liga Mexicana y la Liga de Brasil. Pero hay países donde el deporte ha empezado a surgir y formar pequeñas ligas con la meta final de profesionalizar el deporte en sus territorios, siendo la Liga Peruana de Fútbol Americano una de ellas.

## Historia

### Fundación de la LPFA
El Fútbol Americano llega las tierras peruanas gracias a la televisión por cable y poco a poco fue ganando más adeptos; ya no era solo el familiar que venía de los Estados Unidos el que sabía del deporte o lo que uno veía en las películas. Los espectadores de este deporte fueron aumentando y junto con ellos sus ganas por querer practicar el deporte que miraban a través de las pantallas.
Grupos regulares de fanáticos se concentraban en parques a practicar lo que veían en videos de internet, con balones que habían conseguido en el extranjero y sin equipamiento alguno. Todo esto arranca a partir del año 2011-2012 con la creación de los primeros equipos. Dire Wolves, Hornets y Lizards.
En 2014 se crea la Copa América de Fútbol Americano en tierras peruanas. Las Águilas quedan subcampeonas en la tercera edición de la Copa América de 2017 en Perú.
El 2 de febrero del 2018 se crea oficialmente la LPFA con 8 equipos; 7 de Lima y uno de Trujillo.

### Temporada 2018
La temporada regular arrancaría el 12 de agosto pero solo con 5 equipos participantes donde los protagonistas del kick off serían Raptors de Surco y Piratas del Callao. El encuentro se lo llevarían Piratas con un marcador de 21 a 8. Luego de 11 jornadas de lucha entre los 5 equipos Piratas y Raptors se volvían a ver las caras en la final. Históricamente se habían enfrentado 4 veces, 2 amistosos y 2 partidos de temporada. El quinto partido sería en el Super Bowl I, donde el primer campeón de la Liga fueron los Raptors superando a sus rivales por un marcador ajustado de 11 a 7.

### Temporada 2019
Para el segundo año de la Liga algunos equipos partieron pero otros se unieron. Para la temporada 2019 seis equipos competirían por llegar al Super Bowl II. El kick off de esta temporada estuvo a cargo de Titanes de San Juan de Lurigancho y a Wild Dolphins del Callao. El marcador terminó 13 a 9 a favor de los del Callao.
Luego de siete fechas solos dos equipos llegarían al Super Bowl II y por segunda vez consecutiva se enfrentarían Raptors y Piratas en la final del torneo. El equipo del Callao buscaría su primer título y cobrar venganza después de la derrota la temporada anterior mientras que los vigentes campeones buscarían reafirmar su hegemonía en el torneo. El partido finalizó 17-6 siendo Raptors los que se alzaran con el trofeo convirtiéndose en bicampeones.

### Temporadas 2020 y 2021
Las dos temporadas siguientes no se disputaron debido a la pandemia del COVID19.

### Temporada 2022
Para el tercer año de la Liga, luego de dos temporadas de ausencias, nueve equipos se disputaban el torneo por la ansiada final del Super Bowl III. Para finales de diciembre dos equipos llegaron a la final: los Raptors y los Black Lions. Los Raptors por tercera vez disputaban la final, sin embargo los Black Lions se quedaban con el Super Bowl III con un marcador de 13 a 8.

## Equipos
Los 9 equipos de la LPFA juegan en un sistema de todos contra todos y los dos primeros en puntaje acumulado juegan el Super Bowl.
| Equipos       |
| ------------- |
| Black Lions   |
| Dire Wolves   |
| Piratas       |
| Raptors       |
| Razorbacks    |
| Titanes       |
| Vikingos      |
| Wild Bulls    |
| Wild Dolphins |

### Equipos Desaparecidos
| Equipos |
| ------- |
| Águilas |

## Campeones del Super Bowl
A continuación se muestra el listado de campeones y subcampeones que ha tenido la liga desde su primera temporada hasta la actualidad:
| Edición             | Campeón     | Resultado | Subcampeón |
| ------------------- | ----------- | --------- | ---------- |
| Super Bowl I 2018   | Raptors     | 11-7      | Piratas    |
| Super Bowl II 2019  | Raptors     | 17-6      | Piratas    |
| Super Bowl III 2022 | Black Lions | 13-8      | Raptors    |

### Listado de Campeonatos y Subcampeonatos por equipo
| Equipo      | Campeonatos | Subcampeonatos | Años de Campeonato |
| ----------- | ----------- | -------------- | ------------------ |
| Raptors     | 2           | 1              | 2018, 2019         |
| Black Lions | 1           | 0              | 2022               |
| Piratas     | 0           | 2              |                    |

## La Liga Inka de Fútbol Americano
La Liga Inka de Fútbol Americano (LIFA) fue creada inicialmente a nivel de Lima Metropolitana. Los Dire Wolves fueron los primeros campeones en 2015 por sistemas de puntos, mientras que las Águilas campeonaron en 2016 bajo el mismo sistema. Luego de estas temporadas, el campeonato de liga se desactivó por problemas administrativos, dando paso a la actual Liga Peruana de Fútbol Americano, más conocida como LPFA.
| Temporada | Campeón     | Subcampeón  |
| --------- | ----------- | ----------- |
| 2015      | Dire Wolves | Águilas     |
| 2016      | Águilas     | Dire Wolves |

### Tabla de posiciones
LIFA 2015
1. Dire Wolves (12 puntos)
2. Águilas (10 puntos)
3. Titanes (8 puntos)
4. Wild Dolphins (4 puntos)
LIFA 2016
1. Águilas (110 puntos)
2. Dire Wolves (68 puntos)
3. Raptors (-54 puntos)
4. Wild Dolphins (-124 puntos)